# Station Olesno Tarnowskie
Station Olesno Tarnowskie is een spoorwegstation in de Poolse plaats Olesno.